# Fair Wear Foundation
Die Fair Wear Foundation (FWF, deutsch: Organisation für faire Kleidung) ist eine unabhängige Stiftung mit Sitz in Amsterdam, die mit Bekleidungsmarken, Textilarbeitern und Branchengrößen zusammenarbeitet, um die Arbeitsbedingungen in Textilfabriken zu verbessern. Die FWF ist in elf Produktionsländern weltweit tätig: Bangladesch, Bulgarien, China, Indien, Indonesien, Myanmar, Mazedonien, Rumänien, Tunesien, Türkei und Vietnam. Die FWF verfügt in allen Ländern über lokale Auditoren und Trainer, die in engem Kontakt mit dem Sitz der Stiftung in Amsterdam stehen.

## Zielsetzung
Die FWF arbeitet mit Unternehmen der Textilindustrie zusammen, die bereit sind, einen faireren Weg zur Herstellung ihrer Kleidung zu gehen. Die FWF hat Mitgliedsunternehmen, die 111 Bekleidungsmarken aus europäischen Ländern vertreten. Mit dem Beitritt als Mitglied der FWF verpflichtet sich ein Textilunternehmen, die acht FWF-Arbeitsnormen in der Lieferkette umzusetzen.
Die Arbeit der FWF basiert auf dem Prinzip der „gemeinsamen Verantwortung“. Das heißt, dass jeder Akteur in der Lieferkette eines bestimmten Textils für die Bedingungen verantwortlich ist, unter denen das Produkt hergestellt wird. Denn auch Managemententscheidungen von europäischen Unternehmen haben einen großen Einfluss auf die Arbeitsbedingungen in teils weit entfernten Produktionsländern.
Die FWF schafft auch über die Lieferketten ihrer Mitgliedsmarken hinaus Veränderungen. Die FWF arbeitet mit anderen Interessengruppen und Organisationen zusammen, um ein nachhaltiges System mit guten Arbeitsbedingungen zu entwickeln: mit Regierungen, Gewerkschaften, Nichtregierungsorganisationen, internationalen Organisationen, UN-Gremien, Wirtschaftsverbänden und Interessenvertretern.

## Kodex für Arbeitspraktiken und Arbeitnehmerrechte
Der FWF-Kodex für Arbeitspraktiken und Arbeitnehmerrechte enthält acht Arbeitsnormen, die auf den Übereinkommen der Internationalen Arbeitsorganisation (ILO) und der Allgemeinen Erklärung der Menschenrechte basieren. Diese sind:
- Freie Wahl des Arbeitsplatzes
- Keine Diskriminierung bei der Beschäftigung
- Keine ausbeutende Kinderarbeit
- Versammlungsfreiheit und das Recht auf Tarifverhandlungen
- Zahlung eines existenzsichernden Lohnes
- Begrenzung der Arbeitszeit
- Sichere und gesunde Arbeitsbedingungen
- Rechtsverbindlicher Arbeitsvertrag

## Maßnahmen für Veränderungen
Die FWF möchte Veränderungen durch die Durchführung von „Brand Performance Checks“, Audits, Schulungen und durch den Betrieb von Beschwerde-Hotlines in elf Ländern schaffen.
- Der Brand Performance Check soll Mitgliedsunternehmen helfen festzustellen, was sie gut machen und wo sie sich verbessern können, um positive Veränderungen zu bewirken.[6] Die FWF veröffentlicht die Ergebnisse im Zuge der Transparenz ihrer Arbeit und der Bestrebungen ihrer Mitgliedsunternehmen.[7]

- Audits: Während eines FWF-Audits sind ein Interviewer für die Arbeiter einer Textilfabrik, ein Experte zur Prüfung von Arbeitspapieren und ein Gesundheits- und Sicherheitsfachmann zugegen, um Probleme in einem Textilbetrieb zu erkennen. Das Team besteht immer aus lokalen Experten. Nach dem Audit bespricht das Team mit dem produzierenden Unternehmen und der Werksleitung Schritte zur Verbesserung der Arbeitsbedingungen. Unternehmen und Werksleitung erstellen einen Aktionsplan mit Zeitrahmen für die Umsetzung.[8]

- Bildungsprogramme am Arbeitsplatz: Um Marken und Fabriken bei der Erfüllung ihrer grundlegenden Verantwortung, Arbeitnehmer und Management über Arbeitnehmerrechte und den Zugang zu Beschwerdesystemen zu informieren und zu unterstützen, hat die FWF mehrere Schulungen für verschiedene Länder konzipiert.[9]

- Beschwerdemanagement: Die FWF bietet telefonische Beschwerde-Hotlines in den Produktionsländern an. Wenn ein Textilarbeiter eine Beschwerde einreicht, leitet die FWF eine Untersuchung ein und verlangt, dass das betroffene Mitgliedsunternehmen mit dem Lieferanten zusammenarbeitet, um sich des Problems anzunehmen.[10]

## Geschichte
Die FWF wurde 1999 gegründet. Wie auch in anderen Ländern war die Bekleidungsproduktion in den Niederlanden in Niedriglohnländer verlagert worden. Nach einigen Jahren mit Kampagnen gegen schlechte Arbeitsbedingungen in Niedriglohnländern kontaktierten der niederländische Gewerkschaftsbund FNV und die Kampagne für Saubere Kleidung (Clean Clothes Campaign, CCC) die Arbeitgeberverbände und strebten eine gemeinsame Initiative für verbesserte Arbeitsbedingungen im Kleidungssektor an.
Im Zeitraum von 1999 bis 2002 führte die Organisation Pilotprojekte in der Umsetzung des Kodex für Arbeitspraktiken mit vier niederländischen Unternehmen durch. Diese Erfahrungen waren die Basis für die Entwicklung von Fair-Wear-Standards. Der nächste Schritt war die Gewinnung von Mitgliedern. Im März 2003 war eine erste Gruppe von elf Mitgliedern der Fair Wear Foundation beigetreten. Im Jahr 2019 beschäftigte die FWF über 50 Mitarbeiter am Hauptsitz in Amsterdam sowie lokale Teams in den elf Ländern der Mitgliedsunternehmen.

## Einnahmequellen
Zwischen 2000 und 2008 war die Finanzierung der Organisation ziemlich gleichmäßig (17 bis 22 %) auf folgende Quellen aufgeteilt: Mitgliedsbeiträge von Unternehmen, Gewerkschaften, NGOs, Regierungen und Wirtschaftsverbänden. Finanzielle Unterstützung kam aus bestimmten Sozialfonds, die als Ergebnis von branchenspezifischen Tarifverhandlungen entstanden sind (in den Bereichen Bekleidungs- und Einzelhandelssektor.)
Die Organisation hat außerdem einige Unterstützung von der Europäischen Union und Geldgebern wie der UN Women erhalten.